# Deniz Baykal
Deniz Baykal (Antalya, 20 juli 1938 – Ankara, 11 februari 2023) was een Turks politicus. Hij was de partijvoorzitter van de Republikeinse Volkspartij (CHP) van 1992 tot februari 1995, vervolgens van september 1995 tot 1999 en van 2000 tot 2010. Tussen 2002 en 2010 was Baykal ook de grootste oppositieleider in Turkije. Hij was van 1995 tot 1996 de vicepremier en de minister van Buitenlandse Zaken.
De politieke carrière van Baykal begon in 1973, toen hij werd gekozen in het Turks parlement. Hij werd in 1974 benoemd tot de minister van Financiën en van 1978 tot 1979 was hij de minister van Energie en Natuurlijke Hulpbronnen in de derde regering van Bülent Ecevit. Tijdens de Turkse staatsgreep van 1980 werd de CHP tijdelijk ontbonden en werd Baykal korte tijd gevangengezet. In 1987 werd Baykal opnieuw in het parlement gekozen namens de Sociaal-Democratische Volkspartij (SHP).
Baykal was een van de leidende leden van de in 1992 opnieuw opgerichte CHP. Hij was de leider van de partij tot 1995, toen de CHP en de SHP tijdens een conventie fuseerden. Hij werd in september 1995 herkozen als leider, waarna Baykal de algemene verkiezingen van 1995 betwistte en een coalitieregering vormde met de Partij van het Rechte Pad (DYP) van Tansu Çiller. Baykal leidde de CHP naar een verpletterende nederlaag bij de algemene verkiezingen van 1999 en nam ontslag nadat de partij de verkiezingsdrempel van 10% niet had behaald. Desalniettemin werd hij in 2000 herkozen als partijleider en de partij behaalde succesvolle resultaten in de algemene verkiezingen van 2002, waardoor Baykal de leider van de oppositie werd. Hij nam ontslag als leider in 2010 nadat er een video van hem met zijn voormalige secretaresse en CHP-parlementslid, Nesrin Baytok, in een slaapkamer op sociale media circuleerde.
In 2015 diende Baykal kort als interim-voorzitter van de Grote Nationale Assemblee van Turkije (omdat hij het oudste parlementslid was), maar uiteindelijk werd hij op 1 juli 2015 in de vierde schriftelijke stemronde verslagen door İsmet Yılmaz van de Partij voor Rechtvaardigheid en Ontwikkeling. Hij werd op 17 november 2015 voor de tweede keer tot interim-parlementsvoorzitter van de Grote Nationale Assemblee benoemd, uiteindelijk opgevolgd door AKP-parlementslid İsmail Kahraman, die op 22 november 2015 tot voorzitter werd gekozen.
Hij was sinds 1963 gehuwd met Olcay Baykal. Hij heeft 2 kinderen en 3 kleinkinderen.
Baykal overleed in februari 2023 op 84-jarige leeftijd.
- Gemeinsame Normdatei: 119011999
- International Standard Name Identifier: 0000 0000 7860 0330
- Library of Congress Control Number: n92060762
- Système universitaire de documentation: 088688518
- Virtual International Authority File: 37717323
- WorldCat: E39PBJmp9WPYJKkm6THHMXDrMP